# Khauk swè thoke
Khauk swè thoke (tiếng Miến Điện: ခေါက်ဆွဲသုပ်‌; phát âm [kʰaʊʔ sʰwɛ́ θoʊʔ]; n.đ. 'mì trộn salad') là một món gỏi kiểu Miến Điện (a thoke) trong ẩm thực Myanmar. Thành phần chính bao gồm mì, tôm khô, bắp cải bào sợi, cà rốt, nước mắm, chanh và phủ dầu đậu phộng chiên.
Sau Thế chiến II, hơn 300.000 kiều dân gốc Ấn ở Myanmar, bao gồm người Tamil từ Tamil Nadu, người Telugu từ Andhra Pradesh và người Marwari từ vùng Marwar thuộc bang Rajasthan xứ Ấn, đã di cư đến Ấn Độ. Sau khi trở về nước, họ còn mang theo văn hóa ẩm thực của mình. Ở Thanjavur, Tamil Nadu, dân di cư bày bán khauk swe, món ăn quen thuộc ở khu vực mang tên Miến Điện thuộc Anh. Tại Chennai, Ấn Độ, phiên bản của món này được người dân quen gọi là atho (từ tiếng Miến Điện: အသုပ်) bắt nguồn từ những gánh hàng rong.